# Léonard Hoogenboom
Pas d'image ? Cliquez ici
Léonard Hoogenboom, né le 14 février 2000 à Numansdorp aux Pays-Bas, est un pilote automobile néerlandais. Il a participé au championnat Michelin Le Mans Cup et a été sacré champion lors de la saison 2018.

## Carrière
En 2018, Léonard Hoogenboom, après avoir couru 2 saisons dans le championnat italien de F4 ainsi qu’aux Emirats Arabe Unis, s'engagea dans le championnat 2018 en catégorie LMP3 avec l'écurie luxembourgeoise DKR Engineering aux mains d'une Norma M30,. Avec son coéquipier Jens Petersen, il réalisa un très belle saison en gagnant 3 manches du championnat et en réalisant deux troisième places. Il sera ainsi sacré champion pilote a l'issue de la saison.
En 2019, Léonard Hoogenboom, après son titre pilote dans le championnat Michelin Le Mans Cup a intégré la seconde voiture de l'écurie française Panis-Barthez Compétition dans le championnat European Le Mans Series dans la catégorie LMP2 aux mains d'une Ligier JS P217. Pour sa première course, aux 4 Heures du Castellet, malgré un bon relais, sa voiture n'a pas pu passer le drapeau à damier pour cause d'un contact à 2 minutes de la fin avec un autre concurrent. Pour la course suivante, les 4 Heures de Monza, il a eu la responsabilité de prendre le départ. Il réalisa cela de mains de maître car il a pointé à la 9e place à la sortie du 1er virage, en progressant ainsi de 3 places par rapport à la qualification. Il passera son volant à son coéquipier en 8e position qui ont ensuite gagné une place durant la course pour finir en 7e position.

## Palmarès

### Michelin Le Mans Cup
| Année | Écurie          | Châssis   | Moteur                      | Classe | 1     | 2     | 3       | 4       | 5     | 6     | 7        | Position | Points |
| ----- | --------------- | --------- | --------------------------- | ------ | ----- | ----- | ------- | ------- | ----- | ----- | -------- | -------- | ------ |
| 2018  | DKR Engineering | Norma M30 | Nissan VK50VE 5.0 L V8 Atmo | LMP3   | LEC 1 | MON 1 | LMS 1 3 | LMS 2 4 | RBR 1 | SPA 3 | ALG Abd. | 1re      | 103    |

### European Le Mans Series
| Année | Écurie                    | Châssis        | Moteur                              | Classe | 1        | 2               | 3        | 4             | 5             | 6             | Position | Points |
| ----- | ------------------------- | -------------- | ----------------------------------- | ------ | -------- | --------------- | -------- | ------------- | ------------- | ------------- | -------- | ------ |
| 2019  | Panis-Barthez Compétition | Ligier JS P217 | Gibson GK428 4.2 L V8 atmosphérique | LMP2   | LEC Abd. | MON gén:7 cls:7 | BAR Abd. | SIL gén: cls: | SPA gén: cls: | ALG gén: cls: | 20e      | 6      |

N.B. * Saison en cours. Les courses en " gras  'indiquent une pole position, les courses en "italique" indiquent le meilleur tour de course.

### Asian Le Mans Series
| Année   | Écurie         | Châssis  | Moteur                              | Classe | 1             | 2             | 3             | 4             | Position | Points |
| ------- | -------------- | -------- | ----------------------------------- | ------ | ------------- | ------------- | ------------- | ------------- | -------- | ------ |
| 2019-20 | G-Drive Racing | Aurus 01 | Gibson GK428 4.2 L V8 atmosphérique | LMP2   | SHA gén: cls: | BEN gén: cls: | SEP gén: cls: | BUR gén: cls: |          |        |

N.B. * Saison en cours. Les courses en " gras  'indiquent une pole position, les courses en "italique" indiquent le meilleur tour de course.